# صنسيت أوفردرايف
غروب الشمس أبعاد هي لعبة عالم مفتوح، من منظور الشخص الثالث لعبة فيديو وضعتها شركة إنسومنياك جيمز والتي نشرتها مايكروسوفت في استوديوهات ل أجهزة إكس بوكس واحد . وأعلن عنه في معرض الترفيه للإلكتروني عام 2013، وأفرج عنه في جميع أنحاء العالم في أكتوبر عام 2014.
قصة اللعبة تحكي عن رجل أو امرأة (يمكن تخصيص شخصيتك في اللعبة) يحاول الهروب من مدينة بدأت تعج بالمخلوقات المتحولة الغريبة، حيث أصبح البشر متوحشين ويهاجمون أي شيء يقربهم. هذا كله حصل بسبب مشروب طاقة مريب بدأت تروجه شركة ضخمة في المدينة. أنت ستكون عامل نظافة بسيط، فجأة يجد نفسه في مأزق ويحاول الهروب من المدينة بمساعدة من تبقى فيها من ناجيين. في اللعبة ستحارب أمواج من الأعداء المختلفين باستخدام أسلحة مختلفة ومجنونة، وذلك في قصة طابعها الكوميديا والمواقف المضحكة والغير متوقعة.
نظام اللعب مبنٍ على سياسة العالم المفتوح، حيث يمكن للاعب الذهاب إلى أي مكان في المدينة الكبيرة التي تدعى Sunset City. هناك المهام الرئيسية للتقدم في القصة، وهناك المهام الفرعية المتعددة وأيضا الطور التعاوني. كأي لعبة أخرى من هذا النوع هناك الكثير من الأشياء لجمعها لمن يريد إستكشاف المدينة بأكملها والبحث في كل زاوية وجحر. يمكنك تخصيص خريطة اللعبة وإخفاء الأشياء التي لا تهمك ولا تريد رؤيتها على الخريطة، مثل الأشياء القابلة للتجميع مثلا أو المهمات الفرعية وإلى آخره.
أنت لست بطل خارق هنا، فليس لديك أي قدرات خارقة، لكن لتسهيل التنقل في المدينة فإنك تستطيع التزلج على أي حواف والانطلاق سريعا. أيضا تستطيع التعلق على الحبال والأسلاك وما شابه، وتستطيع أن تنتقل ما بين التعلق تحتها أو التزلج فوقها وهذا سيكون مهما لتفادي بعض الضربات. أيضا هناك بعض القدرات البسيطة الأخرى لديك مثل القفز عاليا باستخدام السيارات والأشجار كمثال حيث يعملون مثل السطح الارتدادي بالنسبة لك وسيقلعون بك إذا قفزت عليهم. لكن قواك الحقيقية في هذه اللعبة والتي ستساعدك في تجاوز الصعوبات والأعداء الأقوياء هي الأسلحة المجنونة التي يمكنك الحصول عليها في اللعبة.

## وصلات خارجية
- الموقع الرسمي